# イオンモールプノンペン
イオンモールプノンペン （イオンモールプノンペン）は、カンボジアのプノンペンに所在する、大型ショッピングセンターである。カンボジア初のイオンモールである。

## 概要
2014年6月30日に正式オープンした。核店舗となるスーパー「イオンプノンペン店」と約190店舗の専門店（日本からの出店テナント49店舗）、国内最大のシネマコンプレックス、スケートリンク、約1,200席を擁するカンボジア最大のワールドフードコートやレストラン、ヘアーサロン、リラクゼーション施設、アフタースクール（ダンス、料理、英語、キッズジムなど）などで構成されるカンボジアで最大規模となる地上4階建てのショッピングモールである。
イオンモールの調べでは、1号店の周囲5km以内に約70万人の人が住み、このうち月収入400ドル（約4万円）以上の中間層の所得層が78%を占める。
なお、開店記念式典にはフン・セン首相や同国を訪問した岸田文雄外相も出席した。21日からプレオープンし、週末の28、29の両日は1日約10万人強が訪れた。イオンの岡田元也社長は式典で「カンボジアに根差し、最も愛される小売業を目指す」とあいさつした。カンボジアでは5店舗程度の展開を見込んでいる。

## 主要テナント
出店テナントの詳細は「カンボジアに初の本格的ショッピングモール誕生！ イオンのカンボジア１号店「イオンモールプノンペン」 ６月３０日（月）グランドオープンセレモニーを開催」を参照。
専門店には、日本のワコール、和民、ノジマ、ダイソー、DHC、YAMAHAなどお馴染みのお店も出店している。

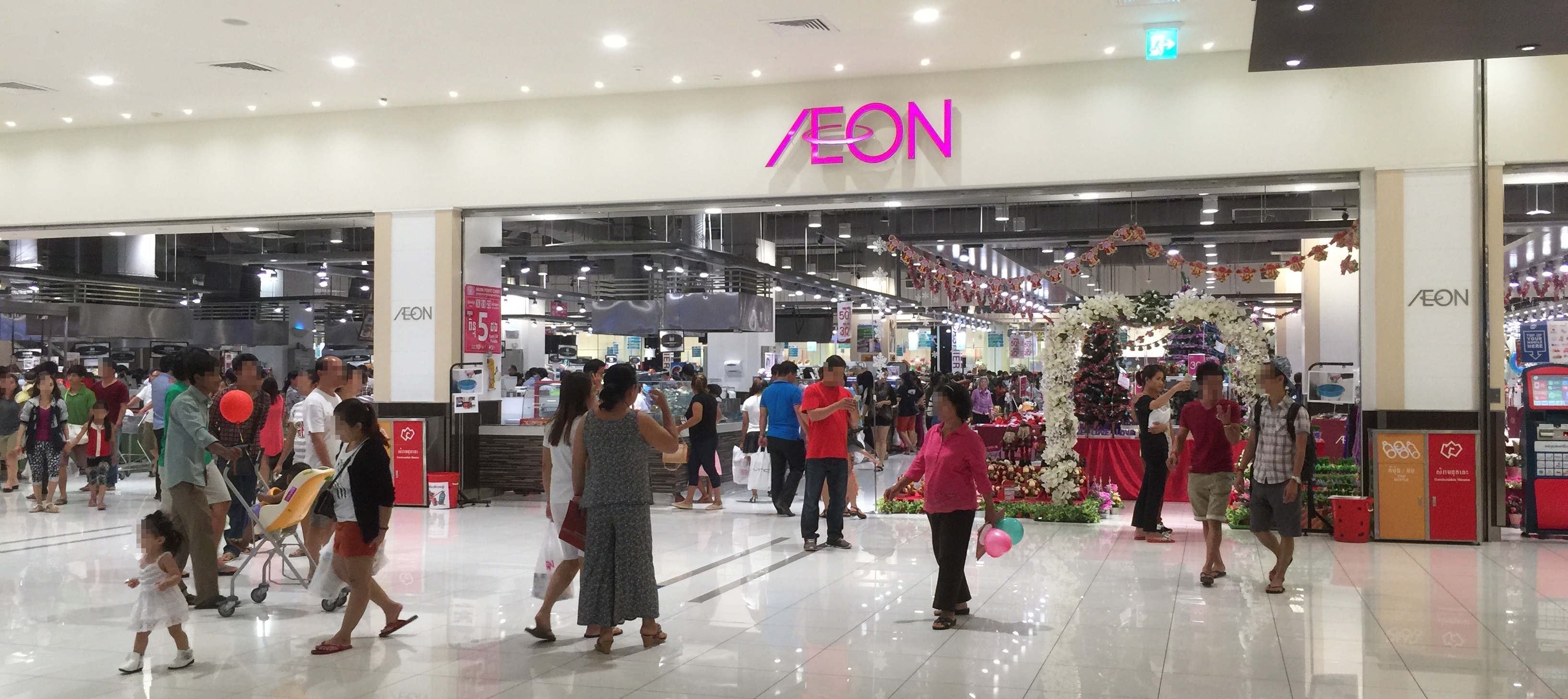
G階食料品フロア

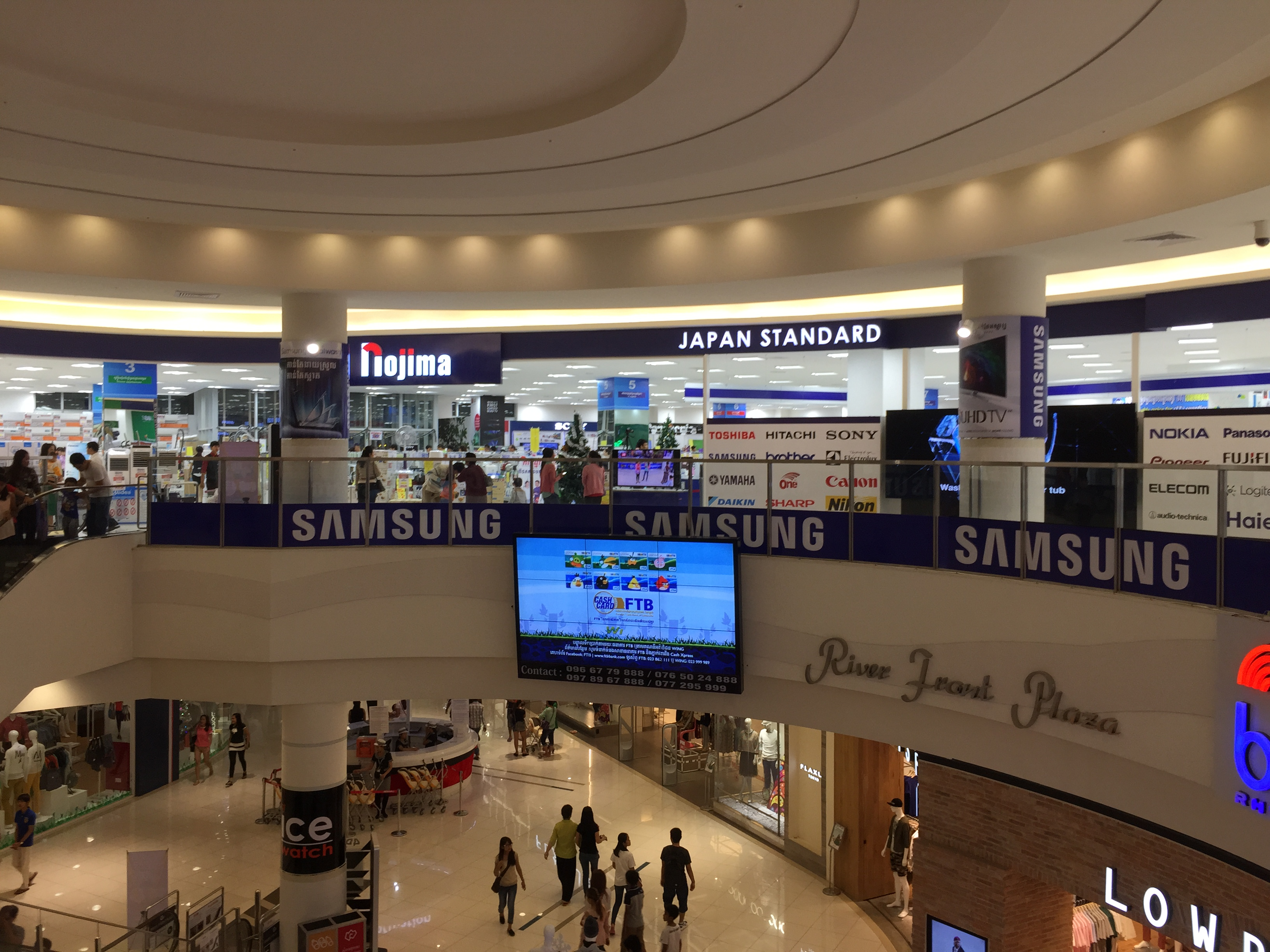
1階フロア

### 1階 サービス&キッズ・ホビーコンプレックス
『ライフスタイルゾーン』、『ビューティーゾーン』、『kidsゾーン』の3つのゾーンで構成されている。
- 『ライフスタイルゾーン』

ノジマ、ダイソー、LOCK&LOCK(韓国の雑貨専門店)、Hello Bebe（LOCK&LOCKの子ども向け雑貨店）、MonumentBooks（地元の書店）、IBC（文房具店）など。
- 『ビューティーゾーン』

THE FACE SHOP、VDL、HOlikaHolika、TONY TONY、Too Cool For School、SKINFOOD、The Saem（韓国の化粧品ブランド）、DHCなど。
- 『kidsゾーン』

KIDS PARK、コンビ、Neck and Neck（スペインのキッズファッション店）、Chateau de sable（フランスのキッズファッション店）
- その他Chatime（台湾の喫茶店ブランド）、ザ・コーヒービーン & ティーリーフ、Gloria Jean's Coffees、Hawaiian Pancake Factoryなどの喫茶店がある。

### 2階 イートワールド&アミューズメントコンプレックス
- 映画館、ボウリング場、カラオケ、ゲームセンターなどがある。
- フードコートは「World Dining」と「JapanDining」の2つがあり、「JapanDining」には、SAKURA（定食メイン）、吉野家、などがある。
- 「レストランゾーン」には和民（Ｇ：グランドフロア）、バーガーキング、海宝丸、ロッテリア、リンガーハット、ペッパーランチ、など17店舗がある。

### 3階 インターナショナルスクール&レストラン
- ダンススクールや料理スクール、英語教室、キッズジムなどがある。
- また、北海道ではレストランウェディングで人気の大型レストラン「FINCH」が約500m2の面積で初出店。

### 4階 TVスタジオ&スケートリンク
- アイススケートリンク場がある。また、Hang MeasTVのスタジオもあり、自局でスターをかかえる人気TV局の番組が当モールより毎日放送をされる。

## ギャラリー

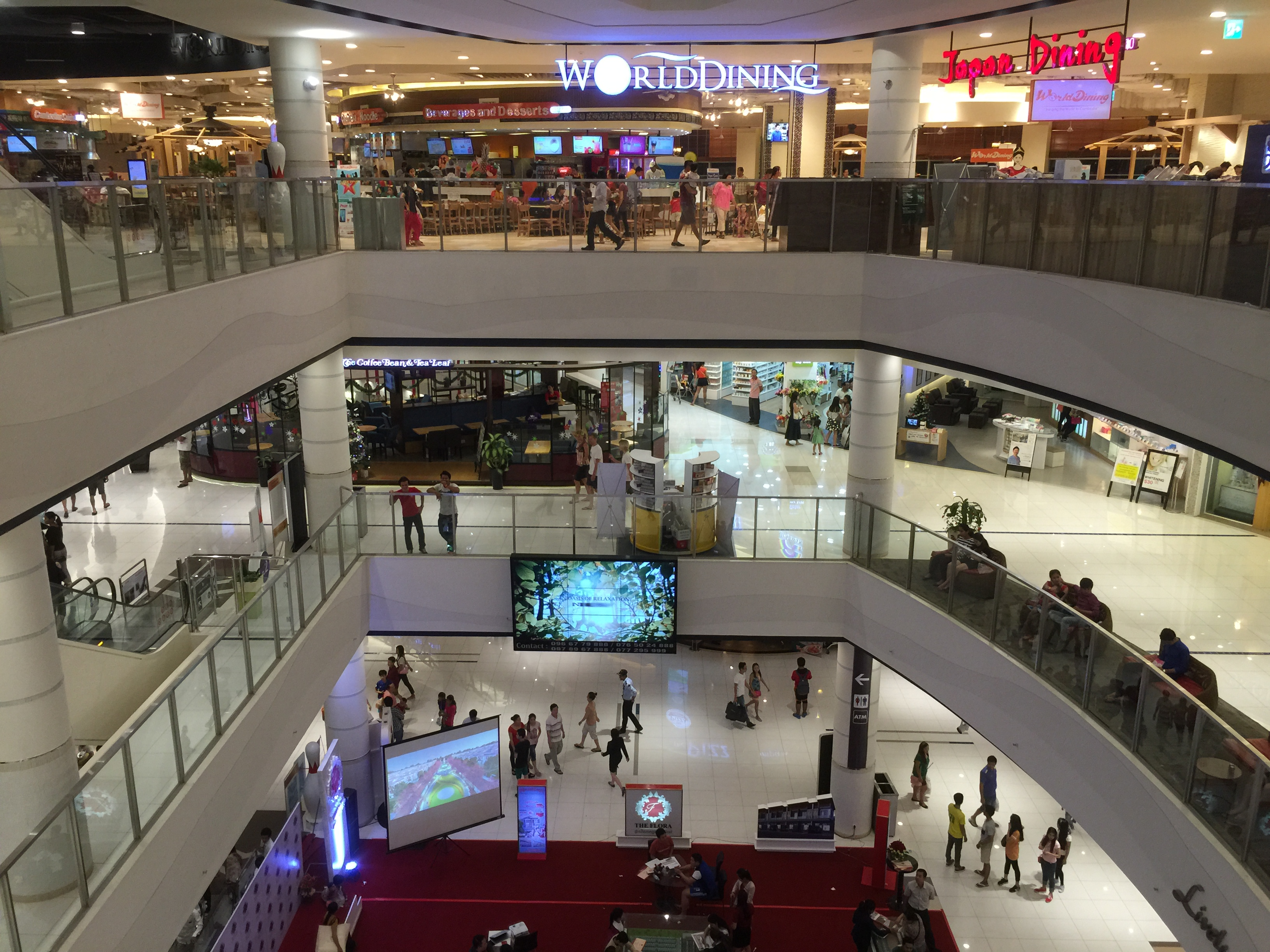
2階より1階、G階フロアを望む
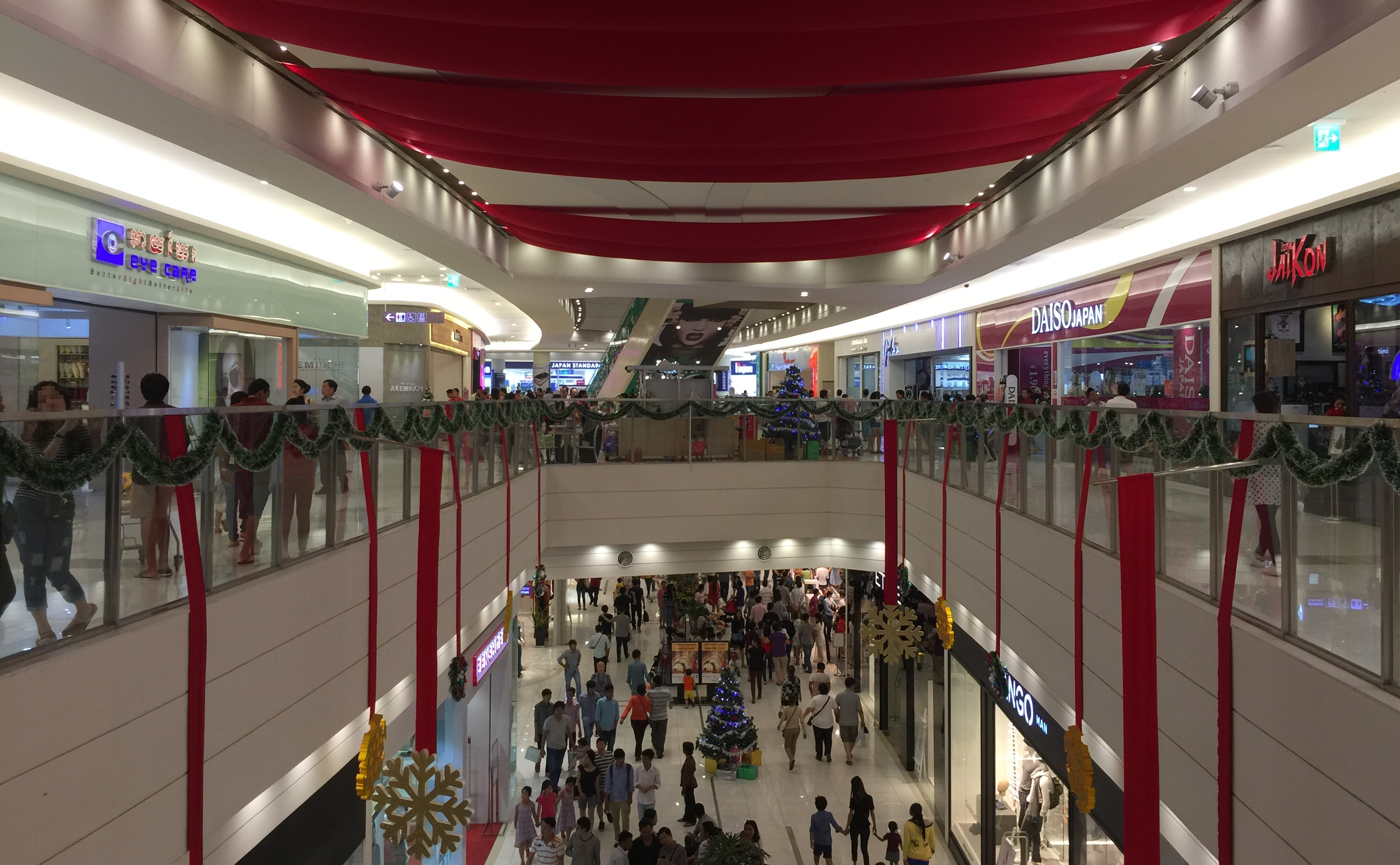
1階フロア
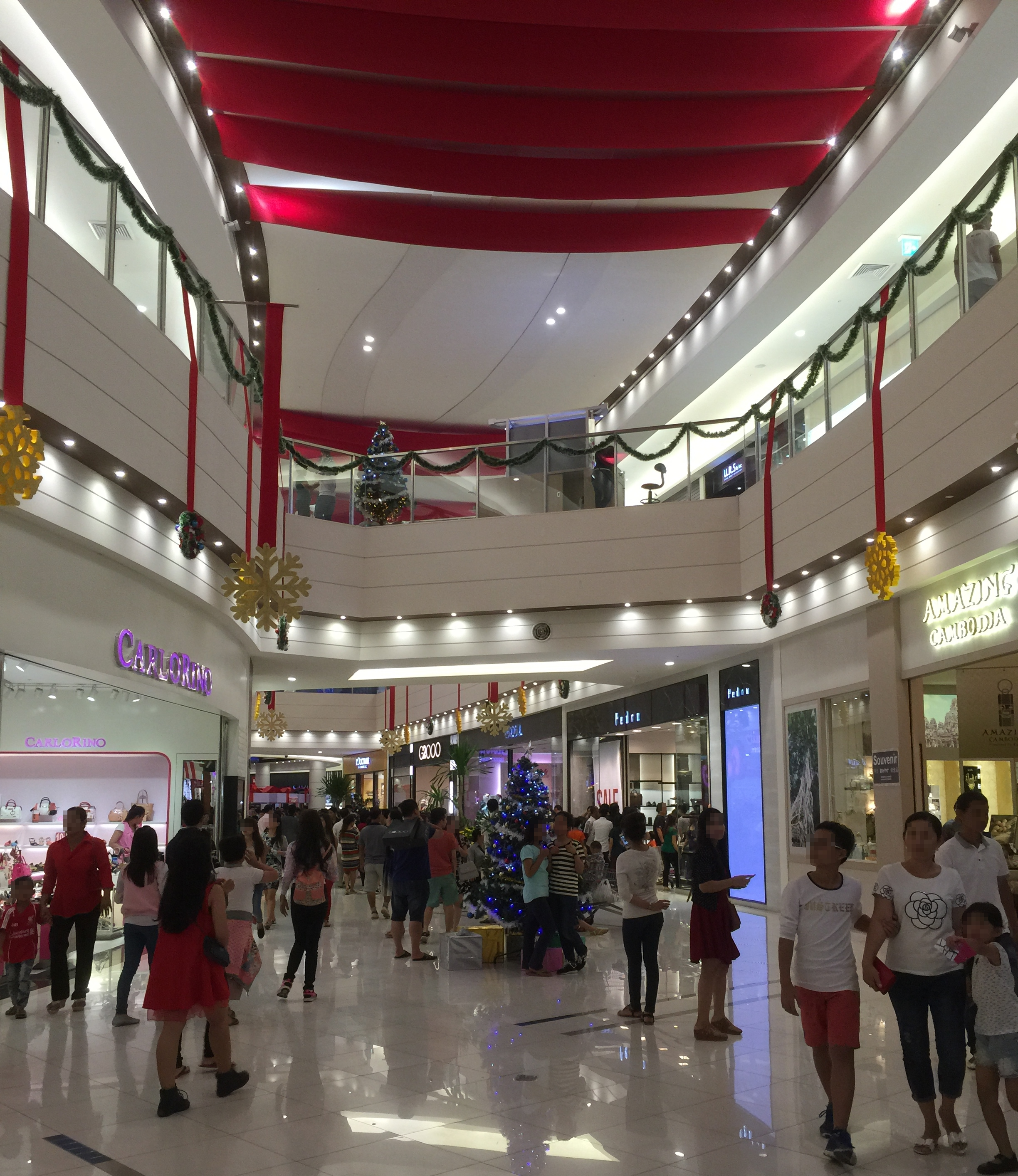
G階フロア
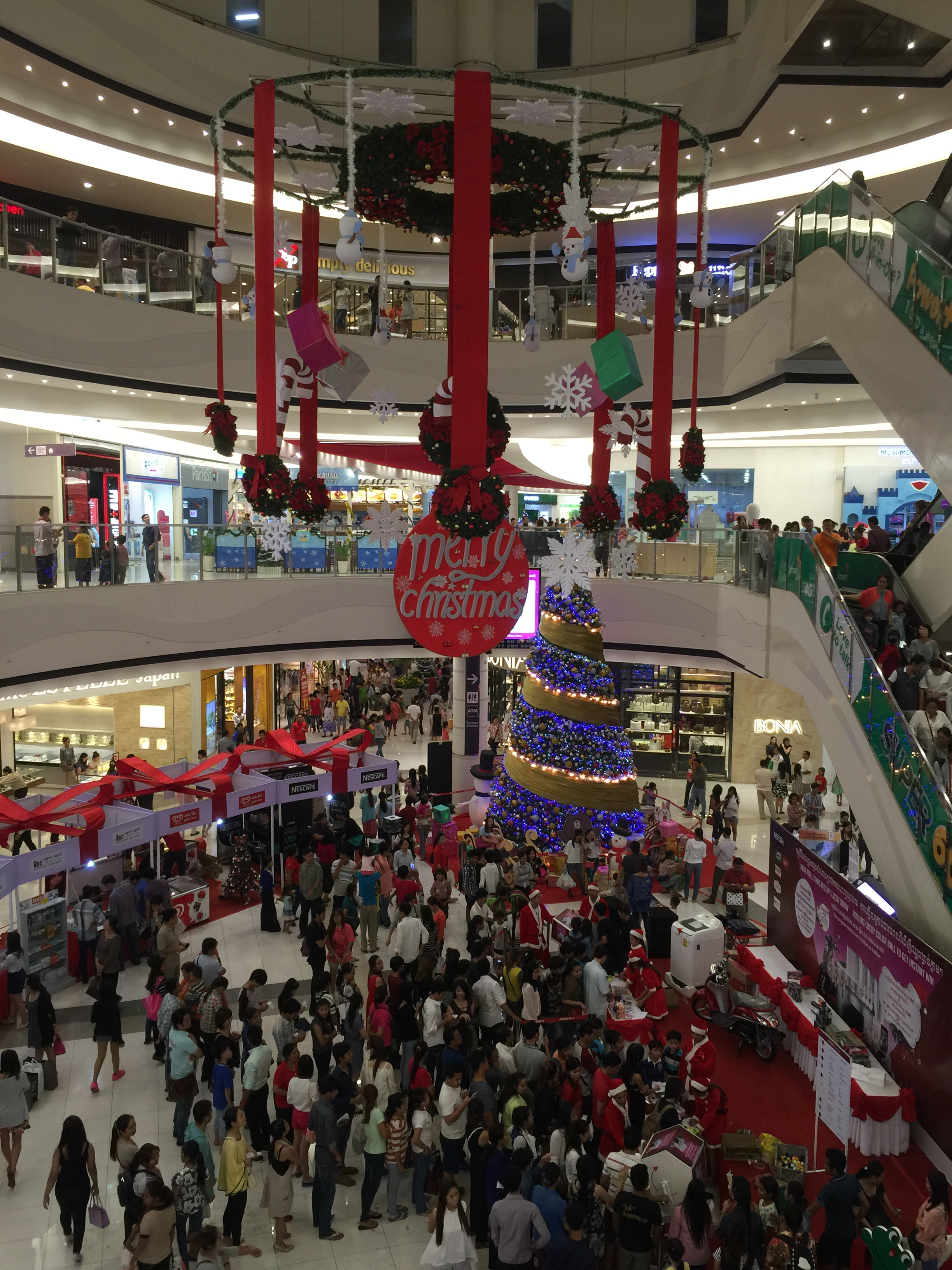
G階イベントスペース
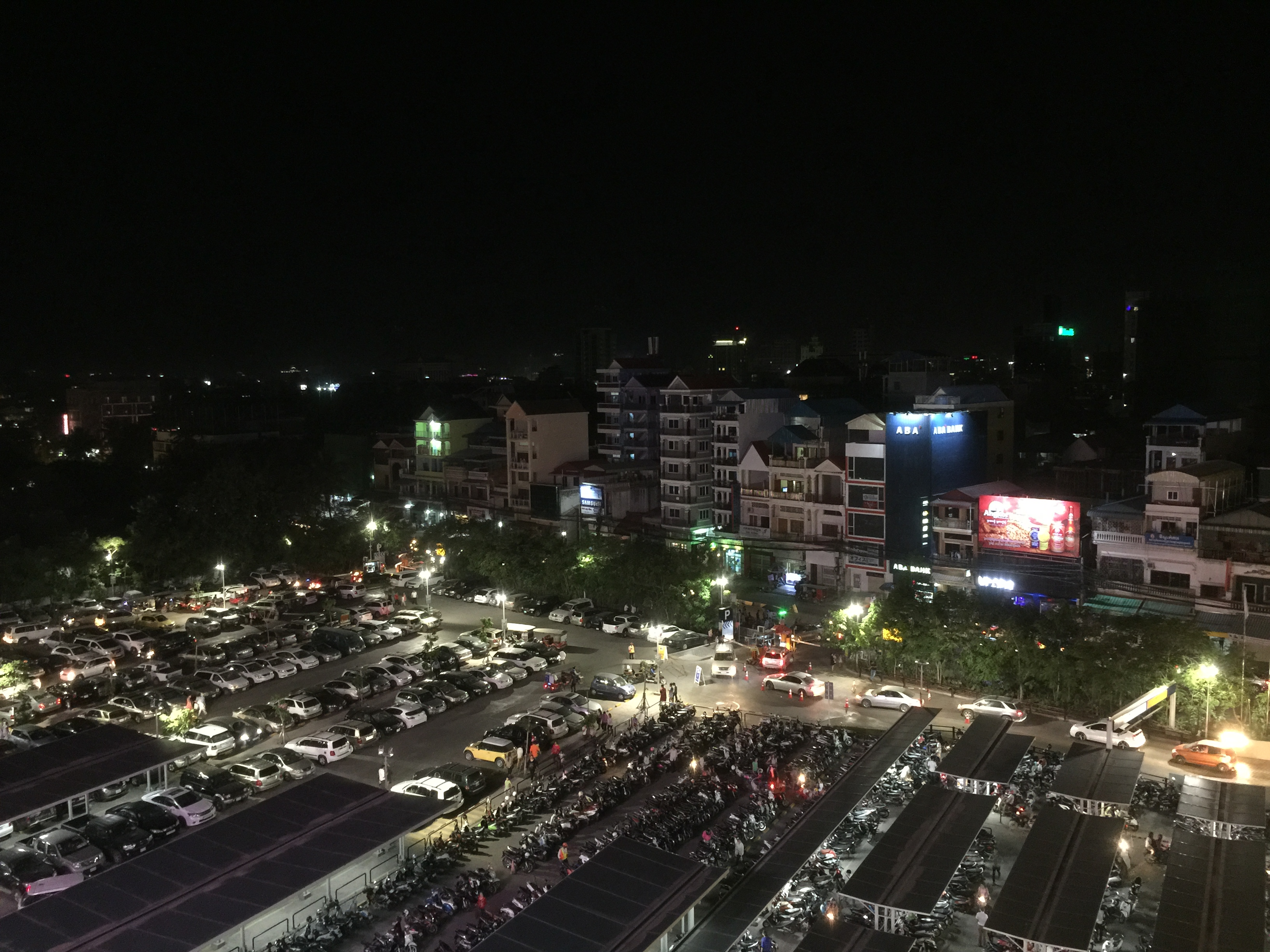
駐車場スペース